# Norrländsk förmjukning
Norrländsk förmjukning är inom svensk dialektologi ett fonologiskt fenomen som innebär att klusilerna /k ɡ/ (även ingående i klustret /ŋɡ/) samt klustret /sk/ palataliseras (”förmjukas”) framför främre vokaler i mitten av ord. Fenomenet liknar förmjukningen av dessa ljud i standardsvenskan i början av ord, t.ex. i ord som kök och göra, men till skillnad från standardsvenskan sker förmjukningen även inuti ord, t.ex. myttje ’mycket’ eller skojen ’skogen’. Förmjukningen uppträder ofta i bestämd form singular av maskulina och neutrala ord som slutar på dessa konsonanter.
Utfallet av förmjukningen skiljer sig mellan dialekter, men vanligt är att kort /ɡ/ (som i skogen) uttalas som ett j-ljud /j/ skojen eller som en affrikata /dʑ/ skodjen, medan långt /gː/ (som i ryggen) får ett affrikativt uttal /dʑ/, ryddjen. På samma sätt sammanfaller förmjukningen av /k/ (t.ex. i dike) med tj-ljudet, ofta även det uttalat som en affrikata (d.v.s. med t-förslag) /tɕ/ som i ditje, medan /sk/ (som i fisken) ofta övergår i ett främre sj-ljud /ʂ/ fissjen eller som /s/ följt av ett tj-ljud /stɕ/ fistjen.
Fenomenet är vanligt i norrländska mål, och kallas därför ofta norrländsk förmjukning, men i själva verket är distributionen större än så, och förmjukningen sträcker sig traditionellt ner till mellersta Uppland, Västmanland och Värmland. Därtill är förmjukningen vanlig i dialekter i större delen av Norge utom i sydöst, samt i dialekter i Svenskfinland främst i Österbotten, östra Åland, Åboland (utom Nagu och Pargas) samt östra Nyland (Pernå till Pyttis).
I många norrländska dialekter har förmjukningen varit på tillbakagång under påverkan av analogi från oförmjukade besläktade former: ett ord som bôck ’bock’ får då ljudlagsenligt i äldre dialekt formen bôttjen i bestämd form, men återgår till bôcken i yngre dialekt under påverkan av former som den obestämda formen bôck eller pluralformen bôcka, där klusilen inte följs av en främre vokal. I ord som saknar oförmjukade besläktade former står sig förmjukningen bättre i många dialekter, t.ex. i ord som myttje ’mycket’ eller styttje ’stycke’.